# Ad Plumbaria
Ad Plumbaria était une civitas (ville) de l'Afrique romaine. Elle a prospéré entre 300 et 640.
La ville apparaît sur la Table de Peutinger, ancienne carte romaine des routes de l’Empire. Ad Plumbaria se trouvait sur la route menant à Hippo Regius (actuelle Annaba) en Algérie.
Les ruines présumées de la ville ont été découvertes au milieu du XIXe siècle, au centre du lac de Fetzara à une quinzaine de kilomètres au sud-ouest de la ville d'Annaba.